# Yun Chi-ho
Yun Chi-ho, född 26 december 1864 i Asan, död 9 december 1945 i Kaesong, var en koreansk politiker, akademiker och pedagog.
Yun Chi-ho var en av de första koreaner som fick möjlighet att studera och är känd för sin strävan att gradvis reformera det koreanska samhället. Han är farbror till den koreanske politikern Yun Bo-seon.
Yun föddes i en familj ur yangban-aristokratin utanför Pyongyang och fick en klassisk utbildning. Som 16-åring deltog han i en delegation från det koreanska Joseon-hovet för att studera förhållandena i Japan efter Meijirestaurationen och studerade en tid under den japanske reformivraren Fukuzawa Yukichi. Efter återkomsten till Korea slöt han sig till den reformvänliga strömningen i Korea, men tvingades fly Korea 1884 på grund av ett misslyckat kuppförsök från Japan-vänliga krafter i regeringen. Han begav sig till Shanghai där han studerade vid Anglo-Chinese College och döptes i den metodistiska kyrkan. Därefter fortsatte han sina studier vid Vanderbilt University och Emory University i USA.
Efter det att Korea blivit formellt självständigt i samband med Kinas nederlag i första kinesisk-japanska kriget tjänstgjorde Yun i Joseon-hovet och närvarande bland annat vid Nikolaj II:s kröning. Yun profilerade sig som en reformvänlig nationalist och ledde bland annat Självständighetsklubben 1896-98. Som kristen ansåg han att Korea skulle reformeras genom förbättrad utbildning och han såg fortfarande Japan som en förebild. Yun deltog också i grundandet av en koreansk filial av KFUM.
Efter det att Japan annekterat Korea 1910 fängslades Yun, falskeligen anklagad för att han tillsammans med ett hundrtal andra koreanska aktivister konspirerat för att mörda den japanske generalguvernören Terauchi Masatake, och han tillbringade åren 1911-15 i fängelse. Trots fängelsevistelsen fortsatte Yun att sträva efter att reformerna det koreanska samhället inom ramarna för det japanska koloniala styret, vilket gjort att han framstått som en kollaboratör vissa i politiska läger. Han har mest kontroversiell för sitt försvar för Japan under andra världskriget.
- Wikisource har originalverk som rör Yun Chi-ho.
- Wikimedia Commons har media som rör Yun Chi-ho.